# Main Academy
Main Academy (укр. Мейн Акедемі, дослівно «Головна академія», перша назва «Brain Academy)  – український освітній центр, лідер ринку у сфері підготовки професійних розробників відповідно до міжнародних стандартів та вимог провідних IT-компаній 
Академія є авторизованим Microsoft  освітнім центром  та стала першим в Україні акредитованим провайдером тренінгів ISTQB (International Software Testing Qualification Board).
На сьогодні академія має філіали у 7 містах України: Київ, Вінниця, Одесса, Запоріжжя, Миколаїв, Херсон, Тернопіль.
Навчання в академії спрямоване на підготовку від нульового рівня знань в програмуванні до рівня Junior розробника.
Одночасно з основною програмою, академія навчає студентів самопрезентації, стратегії спілкування з роботодавцем та клієнтами, надає рекомендації  зі створення резюме та проходження співбесід в IT-компаніях, навчає технічної англійської та комунікації.

## Історія створення
2015 року у місті Києві було засновано Brain Academy, згодом відбувся ребрединг і академія отримала теперішню назву  Main Academy.
2016 року академія відкриває 6 філіалів по Україні в містах: Львів, Одеса, Тернопіль, Вінниця, Запоріжжя та Харків.
В цьому ж році, на базі Main Academy створюється Main Hub та Main School.
Main Hub - це навчальний простір розміщений на 2-х поверхах площею в  1500 кв.м. Hub створений, як місце зустрічі та розвитку професіоналів у сфер ІТ, де відбувається навчання та неформальне спілкування розробників.

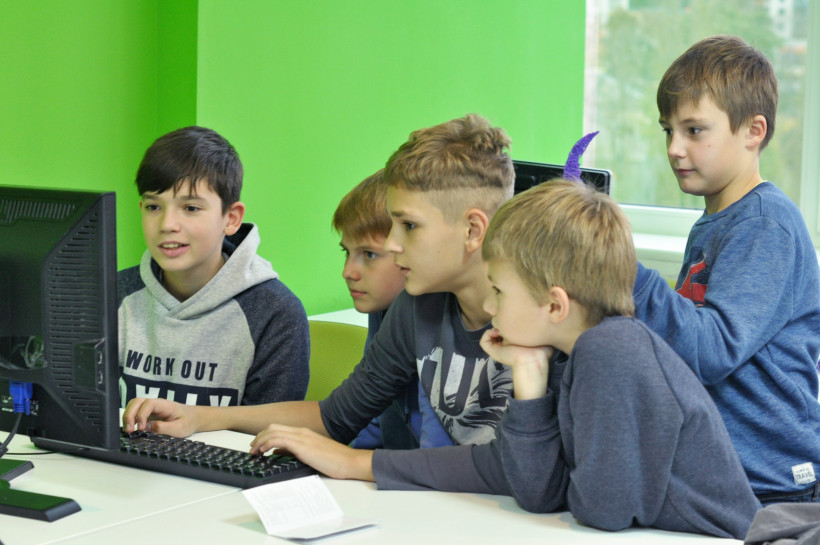
Навчальний процес в Main School

Main School - перша в Україні школа комплексного гармонійного розвитку дітей із застосуванням інформаційних технологій. Програми школи направлені на: розвиток пам'яті, уваги, креативного мислення, взаємодії та лідерства, роботі із сучасними інформаційними технологіями.
За підтримки Міністерство освіти і науки України та IT Асоціації України було створено та запущено проект IT Discovery. В рамках проекту безкоштовно навчаються вчителі та студенти ВНЗ, а також учні шкіл за сучасними інформаційними технологіями
У 2017 Main Academy відкриває ще 2 філіали у Миколаєві та Херсоні. З цього ж року, в академії починає діяти новий формат навчання – онлайн формат.

## Напрямки навчання
Навчальні програми академії розроблені спільно з експертами провідних українських IT-компаній, таких як Microsoft, Oracle, GlobalLogic, EPAM, Luxoft.

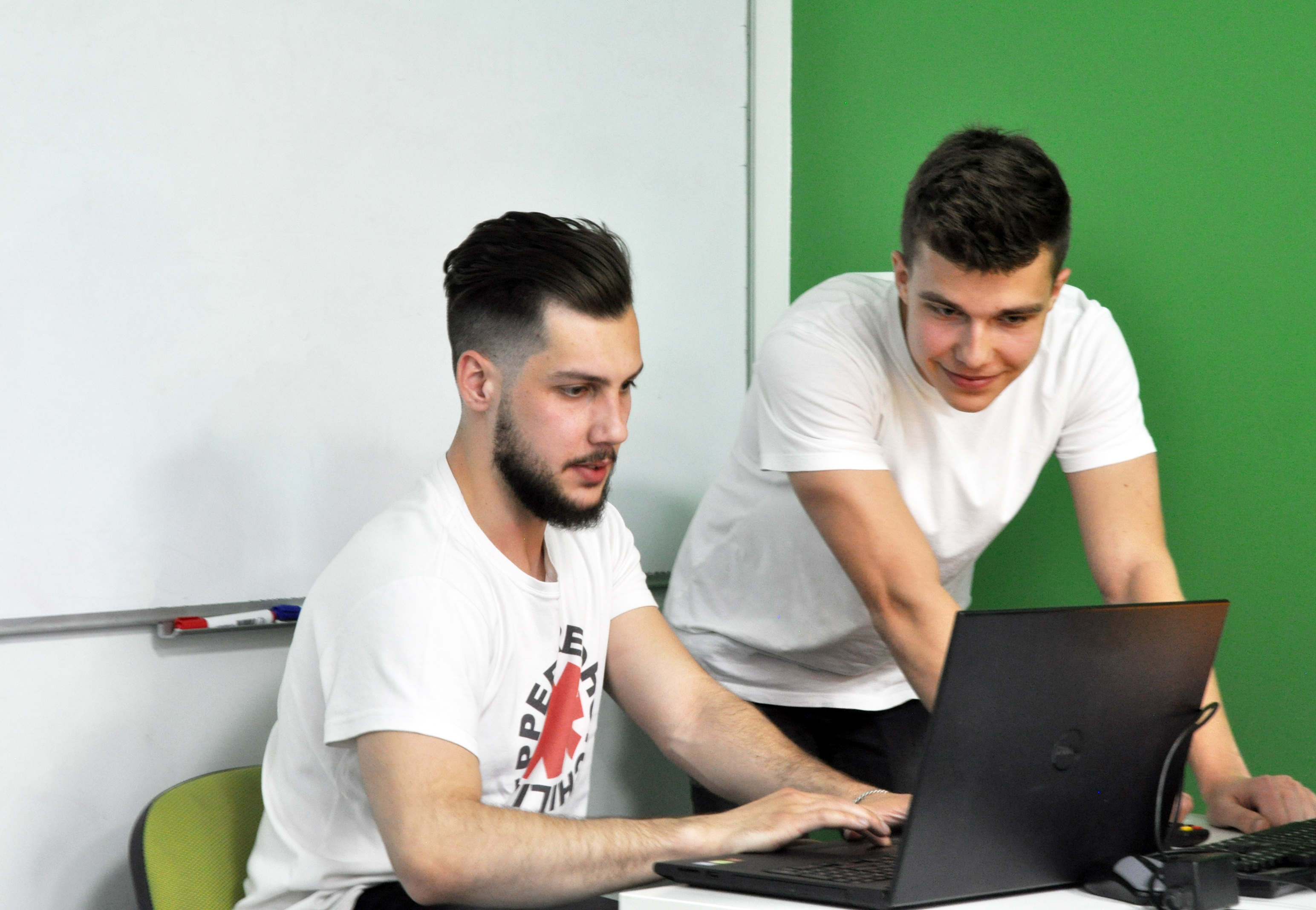
Тренер із студентом розбирають роботу

Також, всі студенти академії проходять підготовку до співбесіди в ІТ-компанії та вчаться складати  резюме відповідно до своїх навичок та знань.
Напрямки навчання в Main Academy:
1. Основи програмування;
2. FRONT-END;
3. QA (тестування ПЗ);
4. Java;
5. Junior C# Developer;
6. РНР;
7. PYTHON-програмування;
8. Android (створення додатків);
9. QA-AUTO (автоматизоване тестування);
10. IT-English.

## Проекти освітнього центру
Main School – альтернативна школа комплексного гармонійного розвитку дітей із застосуванням інформаційних технологій. Програми школи направлені на: розвиток пам'яті, уваги, креативного мислення, взаємодії та лідерства, роботі із сучасними інформаційними технологіями (діти вивчають програмування та робототехніку).
Main Hub – це 1500 кв.м. простору для навчання та роботи, проведення конференцій та майстер-класів. Щомісяця Main Academy та Main School проводять безліч різноманітних заходів для тих, кому цікава сфера інформаційних технологій.
«Розумне майбутнє» - благодійний фонд, що надає безкоштовну та якісну IT-освіту дітям, яким ця освіта, зазвичай, недоступна: сиротам, дітям з обмеженими можливостями, дітям військовослужбовців, які загинули чи отримали важкі поранення.
IT Discovery - соціально-освітня програма в партнерстві з Міністерством освіти і науки України та IT-компаніями. Мета програми:  зробити доступною якісну IT-освіту. Викладачі підвищують свій рівень, школярі й студенти — отримують знання й досвід в IT.
Партнерами проекту є великі міжнародні компанії, такі як Luxoft, Global Logic, Astound, Grossum, Ring Labs та інші.